# Maurilio De Zolt
Maurilio De Zolt (San Pietro di Cadore, 25 settembre 1950) è un ex fondista italiano, vincitore di diverse medaglie ai Giochi olimpici invernali e ai Campionati mondiali di sci nordico.

## Biografia
Atleta dal fisico minuto, conosciuto anche con il soprannome di "grillo", ha avuto una carriera caratterizzata da una crescita costante delle prestazioni, nonostante un'iniziale difficoltà ad adattarsi alla nuova tecnica detta del passo pattinato, ma di cui presto diventa insieme ai compagni di squadra italiani uno dei migliori interpreti.

### Stagioni 1978-1984
Entrò in nazionale già ventisettenne, nel 1977, grazie alla vittoria nella 50 km dei Campionati italiani di quell'anno. In seguitò partecipò a due edizioni dei Giochi olimpici invernali (Lake Placid 1980 e Sarajevo 1984) e a due dei Campionati mondiali (Lahti 1978 e Oslo 1982) senza conseguire risultati di rilievo, ma in costante miglioramento.
A Lake Placid fu 31° nella 15 km, 20° nella 30 km, non concluse la 50 km, 6° in staffetta; a Sarajevo fu 9° nella 15 km, 9° nella 30 km, 22° nella 50 km, 7° in staffetta. In Coppa del Mondo ottenne il primo risultato di rilievo il 24 gennaio 1982 nella 30 km di Brusson (17°) e il 7 marzo seguente conquistò il primo podio, nella 50 km di Lahti (3°).

### Stagioni 1985-1990
Ai Campionati mondiali di sci nordico 1985 di Seefeld in Tirol ottenne le prime medaglie iridate in carriera, bronzo nella 15 km e argento nella 50 km e nella staffetta, proprio nell'edizione nella quale si affermava il passo pattinato. Nella seguente edizione, disputatasi a Oberstdorf nel 1987, conquistò la prima medaglia d'oro e l'ottenne nella 50 km, la gara più lunga, che condusse in testa dall'inizio alla fine.
L'anno successivo ai XV Giochi olimpici invernali di Calgary 1988 conquistò la sua prima medaglia olimpica, giungendo secondo nella 50 km dietro allo svedese Gunde Svan. Non vinse invece alcuna medaglia ai Mondiali di Lahti nel 1989.

### Stagioni 1991-1994
Dopo aver ottenuto l'unica vittoria in Coppa il 1º marzo 1991 nella staffetta di Lahti, un bronzo nei Mondiali svolti in Val di Fiemme nel 1991 e altre due medaglie d'argento ai XVI Giochi olimpici invernali di Albertville 1992 e ai Mondiali del 1993, ai XVII Giochi olimpici invernali di Lillehammer 1994 conquistò il risultato più prestigioso della carriera con la vittoria conquistata nella staffetta 4x10 km insieme a Marco Albarello, Giorgio Vanzetta e Silvio Fauner, davanti ai favoriti norvegesi.
Si ritirò al termine della stagione 1994; in carriera riportò anche quattro successi nella Marcialonga, la più importante granfondo che si svolge in Italia.

### Altre attività
Nella Cerimonia di apertura dei XX Giochi olimpici invernali di Torino 2006 è stato uno dei protagonisti dell'ultima parte della staffetta della fiamma olimpica assieme ai compagni del quartetto vincente nella 4x10 km di Lillehammer: insieme ricevettero la torcia da Alberto Tomba; a De Zolt, il più anziano del gruppo, il compito di reggere la fiaccola durante il breve tragitto per consegnarla poi a Piero Gros.

## Palmarès

### Giochi olimpici
- 3 medaglie:
  - 1 oro (staffetta[4] a Lillehammer 1994)
  - 2 argenti (50 km tecnica libera[4] a Calgary 1988; 50 km tecnica libera[4] ad Albertville 1992)

### Mondiali
- 6 medaglie:
  - 1 oro (50 km[4] a Oberstdorf 1987)
  - 3 argenti (50 km[4], staffetta[4] a Seefeld in Tirol 1985; staffetta[4] a Falun 1993)
  - 2 bronzi (15 km[4] a Seefeld in Tirol 1985; 50 km[4] a Val di Fiemme 1991)

### Coppa del Mondo
- Miglior piazzamento in classifica generale: 9º nel 1991
- 4 podi (3 individuali, 1 a squadre[5]), oltre a quelli conquistati in sede olimpica o iridata e validi ai fini della Coppa del Mondo:
  - 1 vittoria (a squadre)
  - 3 terzi posti (individuali)

#### Coppa del Mondo - vittorie
| Data          | Luogo | Paese     | Disciplina                                                         |
| ------------- | ----- | --------- | ------------------------------------------------------------------ |
| 1º marzo 1991 | Lahti | Finlandia | 4x10 km (con Silvio Fauner, Giorgio Vanzetta e Alfred Runggaldier) |

### Campionati italiani
- 19 ori (10 nella 50 km, 5 nella 20 km, 4 nella 5 km)[1]